# Сосонка (Псковская область)
Со́сонка — деревня в Дедовичском районе Псковской области России. Входит в состав Вязьевской волости.
Расположена на юге района, в 15 км к югу от районного центра Дедовичи.

## Население
| 2001 | 2002 | 2010 |
| ---- | ---- | ---- |
| 218  | ↘190 | ↘167 |

Численность населения деревни по оценке на начало 2001 года составляла 218 жителей

## История
С июля 1979 до января 1995 года деревня была центром Сосонского сельсовета, с января 1995 до апреля 2015 года — административным центром ныне упразднённой Сосонской волости.